# André Wilde
André Wilde ist ein deutscher Schwimmer, der für den PSV Rostock startete. Heute ist er Landestrainer Schwimmen des Verbands für Behinderten- und Rehabilitationssport Mecklenburg-Vorpommern (VBRS M-V e.V.)
Wilde konnte sich mehrfach bei Deutschen Meisterschaften platzieren:
- 5 km: 1995, 1997, 1999, 2000 und 2001 jeweils Platz 3
- 25 km: 1995 Platz 2, 1998 MEISTER, 1999 MEISTER, 2000 MEISTER und 2002 Platz 3

Sein größter Erfolg war der Gewinn zweier Medaillen bei den Europameisterschaften 1999 in Istanbul: Bronze über 25 km in 5:12:40,8 h hinter den beiden Russen Alexei Akatjew und Anton Sanachev sowie Silber mit der Langstrecken-Mannschaft (Team: Peggy Büchse, Britta Kamrau, Angela Maurer, Andreas Maurer, Andre Wilde und Sebastian Wiese) hinter dem siegreichen Team aus Russland.
Bei den Europameisterschaften 2002 in Berlin startete er erneut über 25 km, musste aber auf halber Strecke aufgeben.